# Цель (деревня)
Цель (бел. Цэль) — деревня в Осиповичском районе Могилёвской области. Входит в состав Протасевичского сельсовета.
Сюда в июле 2023 года, после мятежа Пригожина в России, переехала ЧВК «Вагнер».

## Климат
Климат умеренный, с тёплым летом и мягкой зимой. Средняя температура января — минус 5 °C, июля — плюс 18,3 ° C. Зимой преобладают южные ветры, летом-восточные и северо-восточные. Средняя скорость ветра 3 м/сек. Годовое количество осадков 550—650 мм.